# DNS沉洞
DNS沉洞（英語：DNS sinkhole），又名沉洞服务器、网络沉洞或者黑洞DNS，是一种DNS服务器，它被設定成會對特定域名给出错误的结果。

## 運作情形
攻击者部署DNS沉洞，主机查詢時得到錯誤的結果，于是请求重定向到潛在的惡意攻擊目標。DNS沉洞也可能被用於非惡意目的，例如防止用戶連線到已知的惡意網站或是阻擋廣告。

### 网络级禁止
沉洞服务器被配置为对于沉洞列表内域名分发不可路由地址，所有使用此服务器作为DNS的主机将会无法访问真实的网站。沉洞服务器所在的层级越高，被阻挡的主机就会越多。使用跨越整个互联网的TLD沉洞技术可以使得一些大型的僵尸网络无法使用。DNS沉洞技术在检测并阻挡有害流量、自动程序以及不需要的流量方面十分有用。

### 主机级禁止
存储于Windows、Unix和Linux等平台上的hosts文件可优先于DNS服务器进行解析，此技术同样可用于限制访问网站。

## 应用
- 牵制WannaCry病毒的蔓延。[4]
- 將使用者導向攻擊目標，製造DoS攻击。
- 防止僵尸网络，具体为限制僵尸网络用于协调的DNS域名。
- 以基于hosts的方法屏蔽广告服务器。[5][6]